# Teresa Prats Martí
Teresa Prats Martí (8. ledna 1895, Ciutadilla – 27. července 1936, Barcelona) byla španělská římskokatolická řeholnice kongregace Sester dominikánek od Zvěstování Panny Marie a mučednice. Katolická církev jí uctívá jako blahoslavenou.

## Život
Narodila se 8. ledna 1895 ve vesnici Ciutadilla v provincii Lleida.
Po národní škole se ve třinácti letech stala zručnou švadlenou. Aby pomohla rodině věnovala se šití a vyšívání. Byla členkou farního sboru a skupiny katechetů. Navštěvovala nemocné a pomáhala se jim uzdravit. Když jí bylo 23 let odešla do šicí dílny kterou provozovaly Sestry dominikánky od Zvěstování Panny Marie u kláštera v Montserrat.
Rozhodla se pro řeholní život a 11. září 1920 vstoupila do této kongregace. Dne 5. dubna 1922 složila své řeholní sliby. Působila v komunitách sester v Hortě (Barcelona), Sant Vicenç de Castellet, Vicu a nakonec v komunitě na ulici calle Trafalgar v Barceloně. V komunitách složila jako kuchařka a učitelka na škole.
Po vypuknutí Španělské občanské války a pronásledování katolické církve byly některé sestry nuceny odejít k přátelům a rodinám. V komunitě v Barceloně zůstalo jen pár sester. Dne 27. července byla sestra Teresa, její představená Ramona Fossas Románs a sestry Adelfa Soro Bó, Otilia Alonso González, Ramona Perramón Vila zatčeny a odvedeny milicionáři. Pronásledovatelé je mučili a nutili vzdát se víry, ale řeholnice odvážně odolaly.
Pod záminkou, že je vrátí zpátky do kláštera, nastoupily do nákladního vozu a odvezli na kopec Tibidabo. Následně byly všechny zastřeleny. Dnes se místo vraždy nazývá „les Monges“ a roku 1858 byl na počest sester vztyčen pomník.

## Proces blahořečení
Dne 8. ledna 1958 byl v barcelonské arcidiecézi zahájen její proces blahořečení. Do procesu byli zařazeni také dva dominikánští terciáři a 9 dominikánských sester. 
Dne 19. prosince 2005 uznal papež Benedikt XVI. jejich mučednictví. Blahořečeni byli 28. října 2007.